# はこぶね白書
『はこぶね白書』（はこぶねはくしょ）は、藤野もやむによる日本の漫画作品。

## 概要
マッグガーデン刊の『月刊コミックブレイド』2005年12月号において巻頭カラーで連載開始され、2008年6月号まで連載。日本国外でも「Animal Academy」というタイトルで出版されている。

## あらすじ
成績が芳しくない福田ねこは、どこの高校にも合格できず、ひとり置いてけぼりの状態になった。だが後日、盛森学園から唯一の合格証書を受け取ることとなる。しかし入学の日、学長に入学状の受け取りを拒否されてしまい愕然。学園への道すがら出会った少女・鈴原みぃ子との再会を果たすため、必死の懇願の末に見事入学を果たすも、そこは「化け動物が人間社会へ行くための学校」、化アニマル専門学校だったのだ。いろいろなことが待ち受ける、もののけ学園青春グラフィティ!

## 登場人物
- 出席番号・誕生日・種族・同室者・部屋名・所属部は判明している登場人物のみ記述。
- クラスメイト一覧の先頭の数字は出席番号。

### 盛森学園

#### 1年白組
担任：綿抜実（わたぬき みのる）
種族：狸。

##### 男子生徒（1年白組）
1：荒木狐タ郎（あらき こたろう）
誕生日：9月9日、種族：狐、同室者：宅間裕一、部屋名：南瓜、所属部：バスケ部。
髪の色は前髪は黄色、後頭部は黒のツートンカラーで、特有の形の耳にピアスをしている。化けは得意だが、人間常識に乏しいため成績は芳しくない。また、頭の回転がいいせいか、かえって覚えが悪く、言葉を連想させて言葉を変に覚えてしまう癖がある。
嫁を探すために盛森学園に入学し、可愛いことを理由に鈴原みぃ子に片思いしている（みぃ子は受け入れていない）。
2：シルビノ・カラマツ (Silvio Karamatsu)
誕生日：3月15日、種族：蛇、同室者：松倉原兵衛、部屋名：椎茸、所属部：美術部。
藤紫色の長い髪をひとつに縛っている。絵を描くことが趣味。
性格は他人に厳しく、口調も辛辣な方である。
3：木下景熊（きのした かげくま）
誕生日：8月31日、種族：猫、同室者：相模左甫、部屋名：茄子、所属部：調理部。
ややぼさな黒髪で、短足でがにまたという猫の名残がある。食いしん坊。
4：木村茂吉（きむら もきち）
誕生日：2月28日、種族：狸、同室者：山河超助、部屋名：生姜、所属部：野球部。
5：相模左甫（さがみ さすけ）
誕生日：8月13日、種族：人間（猫扱い）、同室者：木下景熊、部屋名：茄子、所属部：美術部。
性格はクール。1年赤組に双子の兄（右甫）がいる。
表向きは猫ということになっているが実際は人間である。また他者を名前で呼ぶときは概ね敬称を付けるが、双子の兄の右甫とこちらは何故かシルビノは呼び捨てである。
本人曰く、「ことあるごとに兄の右甫と衝突し右甫の役目の邪魔をしてきた」。しかし、それ自体が盛森学園に入学してきた目的というわけではないらしい。
6：宅間裕一（たくま ゆういち）
誕生日：8月29日、種族：狐、同室者：荒木狐タ郎、部屋名：南瓜、所属部：バスケ部。
中学校以前の友達との関係で猫好き。1学期の中間テストの結果はクラス内では1位。以前は人間だと思い込んでいた。
幼馴染の姿を真似して化けているとか、猫好きなので猫の生徒がしばしば迷惑を被っているという話もある。
相模右甫に非常階段の踊り場の3階から突き落とされたときに初めて化けを解いた（落ちる寸前に上杉万字郎と三好ゼンダに助けられた）。
自分が狐であることを知り、長期間学校を休むことになった後、外の人間の高校に転校した。
7：田郡シン（たごおり シン）
誕生日：2月28日、種族：狐、同室者：武扱ルカ、部屋名：茗荷、所属部：バスケ部。
8：長尾隆彦（ながお たかひこ）
誕生日：4月10日、種族：猫、同室者：柴乱マル、部屋名：蓮根、所属部：新聞部。
9：柴乱マル（ふし らんまる）
誕生日：8月22日、種族：猫、同室者：長尾隆彦、部屋名：蓮根、所属部：サッカー部。
根本が青で先端が緑のグラデーションで、前と後の一部がはねている髪をしている。性格は素直でなく、口も悪いが、友達思いのいい子。
竹輪が好きで、荒木狐タ郎に竹輪を横取りされても責めることは全く無かった。
10：松倉原兵衛（まつくら はらべえ）
誕生日：7月27日、種族：狼、同室者：シルビノ・カラマツ、部屋名：椎茸、所属部：サッカー部。
11：武扱ルカ（むしご ルカ）
誕生日：6月25日、種族：狐、同室者：田郡シン、部屋名：茗荷、所属部：音楽部。
12：山河超助（やまかわ ちょうすけ）
誕生日：4月5日、種族：狸、同室者：木村茂吉、部屋名：生姜、所属部：野球部。

##### 女子生徒（1年白組）
13：藍海るちゃ（あいみ るちゃ）
誕生日：9月4日、種族：猫、同室者：琴呼トコ、部屋名：胡瓜、所属部：バレー部。
14：淡卯若葉（うすう わかば）
誕生日：6月29日、種族：狸、同室者：鎌場梅花、部屋名：白菜、所属部：新聞部。
黒い長い髪をしていて、右側の髪の先端を髪留めで留めている。
無口で、特定の生徒としか友達付き合いをしていない。ただ無口といっても、内気だったり大人しい訳ではなく、意地悪で攻撃的。
人間を嫌悪していて、どうすれば人間が嫌がるかを学ぶために盛森高校に入学して誰にも言わず隠れて勉強していたのだが、忍者の監視の目は誤魔化せず、適性の判定で引っかかってしまい、記憶を消された上で学校を去っていった。
15：永泉寺れいら（えいせんじ れいら）
誕生日：4月1日、種族：狸、同室者：とめリン、部屋名：大根、所属部：テニス部。
16：鎌場梅花（かまば うめか）
誕生日：3月7日、種族：狸、同室者：淡卯若葉、部屋名：白菜、所属部：美術部。
茶色っぽい黒の髪にピンク色の花飾りをしている。性格はおとなしい。上級生に姉がいる。デジタルカメラが使えたり、デザイン集のような本もよく読んでいる。だが、化けは不得意で何か驚く事がある度に変化が解けてしまっている。ピンク色の花飾りが無いと変化を維持する事すら困難で、現在は花飾りを探し出してくれた荒木狐タ郎に片思いしている。
17：琴呼トコ（ことこ とこ）
誕生日：3月2日、種族：猫、同室者：藍海るちゃ、部屋名：胡瓜、所属部：野球部。
体力測定では計測係をした。1学期の中間テストの結果はクラス内では4位。1学期の期末テストも4位。
18：小柳馬子（こやなぎ うまこ）
誕生日：9月5日、種族：狐、同室者：月草三野、部屋名：里芋、所属部：手芸部。
1年白組の学級委員長。濃い赤みの強いピンク色のセミロングの髪にカチューシャをしている。性格はしっかり者。1学期の中間テストの結果はクラス内では5位。1学期の期末テストは2位。
19：鈴原みぃ子（すずはら みぃこ）
誕生日：9月9日、種族：猫、同室者：福田ねこ、部屋名：人参、所属部：忍者部。
青いウェーブヘアをツインテールにしていて、とても可愛らしい容姿をしている。
嗅覚に敏感で、気に入った匂いのする生徒以外の生徒に対しては排他的。しつこい相手にはよく平手打ちをするが本人的には多分爪の出てない猫パンチ。最初は化けも成績も良く無かったが努力の結果序々に成績が上がっていっている。性格も一言で言えば「わがまま」で依存欲が強い。
非常に同室者である福田ねこ思いで、本人曰く「一緒にいるのが当たり前」。フネが一時勝手に学校を出たときはずっと寮の自分の部屋から出ようとしなかった程である。
また、鈴原輝雄（すずはら てるお）という人が大好きで、その人に再会するために人間になろうと盛森学園に入学した。いつも持っている淡緑色のがま口の財布の中には輝雄が貰った賞状が入っている。ちなみに、その賞状が授与された年は1955年（昭和30年）であった。「死」を理解する授業を受けた後に輝雄の事で思い当たるある事実の記憶に直面し人間になりたくなくなった。と言って食事を取らない程塞ぎ込んだりしていたがほど無く復活。だがそれはフネの〝願い＂を聞いたギテンによって記憶が削除されていた為で、その原因と理由を理解したねこに自らの過ちを気付かせる一因ともなった。記憶が戻ってからは輝雄に対する思いを吹っ切れたのか正体を明かしたフネに俄然懐く様になった。
20：高句麗（たかく うらら）
誕生日：4月19日、種族：鹿、同室者：守蔵潤、部屋名：葱、所属部：陸上部。
21：月草三野（つきくさ みの）
誕生日：8月27日、種族：狐、同室者：小柳馬子、部屋名：里芋、所属部：バスケ部。
22：とめリン
誕生日：3月12日、種族：狸、同室者：永泉寺れいら、部屋名：大根、所属部：バレー部。
23：福田ねこ（ふくた ねこ）
誕生日：2月22日、種族：人間（猫扱い）、同室者：鈴原みぃ子、部屋名：人参、所属部：忍者部。
愛称はフネ。名付けたのは鈴原みぃ子。一応主人公。ことごとく進学の試験に不合格になりまくりがっくりしていた時にこの学園の合格通知を受け取った。人間である事を知った学長には即入学を却下されるもギテンとの繋がりを察した学長に試験を受けさせて貰った上で特別に入学許可を貰っている。人間である事は学生達には秘密だがみぃ子等には正体を明かしている。何度か見掛けるヘビを何度かみぃ子の狩猟本能から守ったりし「ヘビ坊」と呼んでいたがそれがギテンの化身とまでは途中まで知らなかった。髪は明るい茶色でショートヘア。家族は実家に父、母、弟がいる（弟については後述）。ギテンをフネが｢忍者｣と勘違いした先生に渡されるも所謂普通の『人間』であり、級友達の正体がほぼ『動物』であるという理由で彼らとの仲も一歩引いてしまっている節がある。人間なだけあって成績は優秀だが実力を身に付けつつあるみぃ子には脅威を抱いている。知らず知らずの内にギテンの能力を引き出し自分の都合のいい様に彼らの記憶をも改竄していた事にギテンの起こした事件で気付いてからはギテンにもうその必要もないと命じギテンを本来の持ち主である左甫に返却。先生からは普通の日記帳を貰い残りの学校生活を送る事にし現状を受け入れた。
テストの成績は1学期の中間は2位、1学期の期末は3位と作中の頃はどんどんと落ち込んでいる。
24：守蔵潤（もりぞう うるう）
誕生日：3月20日、種族：狼、同室者：高句麗、部屋名：葱、所属部：手芸部。

#### 1年赤組

##### 男子生徒（1年赤組）
4：相模右甫（さがみ ゆうすけ）
誕生日：8月13日頃、種族：人間（猫扱い）、所属部：忍者部。
1年白組に双子の弟（左甫）がいる。
弟の左甫と同様、表向きは猫ということになっているが実際は人間であり、化アニマルの生徒たちの中に混ざって客観的に生徒を監視し、その情報を人間側に伝える「忍者」という役目を持っている。
性格はあまりいいとは言えず、左甫曰く「相模右甫本人の発言には嘘が多い」、「人を見下して楽しんでいる」。
そのような行動は、左甫とそっくりな事を利用し彼が不在の場合に彼と入れ替わっては彼の仕業に見せ掛けた行為を働いてみたり、嫌がる鈴原みぃ子に抱きつくことなどにも見受けられる。
また目的のためなら手段を選ばない節があり、左甫の役目に必要であったが手違いで他人（福田ねこ）の手に渡ってしまった盛森辞典(ギテン)を手に入れて何の説明もなく左甫に渡してみたり、またイレギュラーな存在であるとねこを追い出すために、様々な行動を起こしてきた問題児。
これらのことについては第22話でこのときまでにやってきた悪いことを知った学長から怒られ、本人も「ずいぶんバカなことをした」と自分が役目を焦っていたことを認めている。事件後は精神的にも成長した様で一旦役目を解かれるも直ぐに役目に復帰している。

#### 1年生（クラス不明）
九朗（くろう）
種族：猫。忍び猫。
相模左甫のパートナー。
木津ユウ造（きづ ユウぞう）
1年生のクラスの担任。

#### 3年生
上杉万字郎（うえすぎ まんじろう）
種族：猿。所属部：忍者部（部長）。男子生徒。
黒髪で、左眉の上のほくろが特徴。性格は明るく、陽気。猫好きなので、猫の生徒がしばしば迷惑を被っている。
三好ゼンダ（みよし ゼンダ）
種族：猫。所属部：忍者部（副部長）。青組所属・出席番号12番、男子生徒。
魚柄のバンダナをしている。

#### その他の教職員
学長（がくちょう）
盛森学園の学長。美しい女性の容姿をしている。
自身の分身を作り出す能力や、化アニマルの化ける力とマイナスの考えを吸い取ってしまう能力など、不思議な力を持っている。フネを「優しい子」と評価する一方、ギテンに別の名前を付けてしまった件について注意をした。「学長」という名前らしい。永きに渉る学園の何代目かの「学長」であり、先代の「学長」の一体は学園の隅で忘れられかけた神社にひっそりと祭られていたが、ギテンを巡る騒動の末役目を終えその神社も焼け落ちている。
校医（こうい）
シデン
学長の分身。学長がギテンの正体をねこに説明するために作り出した。
フネがギテンから出現していたヘビを「ヘビ坊」と呼んでいた事がギテンを混乱させていた件について、「既に名を持つ者に別の名前を付けてはいけない」と諭し教えるために作り出された(ねこ自身はヘビがギテンから出ていた事もそれまで知らなかった)。

### その他
福田ケン（ふくた ケン）
福田ねこの弟。現在小学4年生。愛称はケン坊。容姿は驚くほど姉と似ている。

## 用語
化アニマル（ばけアニマル）
特定の人間の姿に化けることが出来る動物。今のところ読者からは猫、狐、狸、狼、鹿、猿、蛇が確認されている。
盛森学園（もりもりがくえん）
この漫画の舞台となっている化アニマル専門の高校。この世界では古くから人間社会に化アニマルが人知れず進出しており正体がばれたりしたら様々な社会問題にも発展しかねない為、それらを制御する目的の一環として設立されたらしい。人間側からは監視者として『忍者』が生徒として潜伏しており、『ギテン』によって監視や報告がなされ、不適格者は記憶を削除された上で野生に返されている。全寮制で、男子寮と女子寮があり、同種族（推定）の2人で1室の寮の部屋に入る。一度入ったらなかなか出られない森の中にある（森の中は鳥居で外（ふつう）の世界とつながっている）。一種の封印で守られており部外者はおろか学園関係者も自由に出入りが出来ない筈であるが所々綻びが生じており一部の生徒は密かに人間社会に出入りをしているが先生達はその事は知らない(忍者は綻びがある事までは知っている)。また、綻びの場所は一定していないのでその都度探し出さなければいけない様だ。
盛森ギテン（もりもりギテン）
盛森学園の生徒や部活動などの情報が載っている本。
正体は学長の分身の一体であり、「忍者」の任務を支援するための本。
本来は「忍者」の役目を持つ相模左甫が所持するはずだったが、福田ねこを忍者だと誤解した綿抜により、手違いで福田ねこに託された。左甫の振りをした右甫が手に入れ左甫に渡すもそれが自分の手元にある理由が分からなかった左甫によってねこに返されるが事件の結果本当の持ち主を知ったねこに左甫に渡される。ちなみに左甫が右甫からギテンを受け取らなかったのはねこが「盛森辞典（もりもりじてん）」と読み間違えて呼んでるのを観ていた為にそれを彼女の持ち物と誤解していたためでもある(理由を知った右甫は大笑いし左甫の事を誤解していた事も知る事に。
様々な情報がリアルタイムで更新されるだけでなく、持ち主の疑問にも反応する不思議な本。実際には持ち主の〝願い”を感じ取り関わる者の記憶や在り方をも操作出来る能力を持っており、現状を創り出す要因の一つともなっていた。本来の持ち主である左甫がその事を認識した事でギテンの事件の真相と福田ねこが学園にやって来た本当の理由をも悟った。現在はねこへの罪滅ぼしもかねてあえて現状維持に使われているらしい。
忍者(にんじゃ)
人間側から監視要員として学園に潜入している監視者。化アニマル達を生徒側から監視する為に送り込まれているが、本人達もまた忍者として修行中の身であり、所属する組織によって化アニマル達とほぼ同年代の者が選ばれている。『ギテン』によって化アニマル達を裏から監視し、不適格者が出た場合には『ギテン』を使って対象者を退学に導く。ねこは人間であるが故に先生にその立場の人間と勘違いされた。

## 豆知識
- 化アニマルは化けを解いていても言葉を喋れる。
- 盛森学園では帰る家が無かったり、家族のいない生徒も少なくない。
- 宅間家を見ると、化アニマルの成長や発達の速度などは人間と同じ。

## 単行本
1. 第1巻（2006年3月10日発売）ISBN 4-86127-245-9
2. 第2巻（2006年10月10日発売）ISBN 4-86127-318-8
3. 第3巻（2007年2月10日発売）ISBN 978-4-86127-355-1
4. 第4巻（2007年8月10日発売）ISBN 978-4-86127-406-0
5. 第5巻（2008年1月10日発売）ISBN 978-4-86127-466-4
6. 第6巻（2008年5月10日発売）ISBN 978-4-86127-501-2
7. 第7巻（2008年7月10日発売）ISBN 978-4-86127-516-6

## ドラマCD
『月刊コミックブレイド』からオリジナルドラマCDを収録。『ブレイド』、『MASAMUNE』、『ZEBEL』の3誌連動企画で、応募者全員にプレゼントされた。
キャスト
- 福田ねこ：高木礼子
- 鈴原みぃ子：ゆかな
- 綿抜実：野島裕史
- 荒木狐タ郎：鳥海浩輔
- 宅間裕一：日比愛子
- 鎌場梅花：福圓美里

スタッフ
- The Original & Supervisor：藤野もやむ（マッグガーデン刊『コミックブレイド』連載）
- Produce：コミックブレイド編集部
- Scenario：藤野もやむ
- Director：飯田里樹
- Music Coodinate：早川治久（早川屋）
- Music：HIRO
- Recording & Editing：清水百合子
- Sound Design：スワラ・プロ
- Recording & MA Studio：スタジオマウス
- Sound Producer：稲葉順一
- Sound Produce：ダックスプロダクション
- Drama Produce：フロンティアワークス

## キモチクラベ〜夏〜
『コミックブレイドZEBEL』に掲載された本作の番外編。作者の短編集『ひとさきの花』に収録されている。